# 5.º Batallón de Campaña de Reemplazo
El 5.º Batallón de Campaña de Reemplazo (5. Feldersatz-Bataillon) fue una unidad de reemplazo del Ejército alemán (Heer) durante la Segunda Guerra Mundial.

## Historia
Formado el 27 de agosto de 1939 en Constanza como unidad de la 5.ª División de Infantería. El 22 de diciembre de 1939 el batallón conformó al III Batallón del 324.º Regimiento de Infantería. Reformado nuevamente el 20 de marzo de 1941 y asignado a la división. El 15 de junio de 1943 se vuelve a crear. 